# Järvsjön (Vilhelmina socken, Lappland, 716023-158406)
Järvsjön är en sjö i Vilhelmina kommun i Lappland och ingår i Lögdeälvens huvudavrinningsområde. Sjön har en area på 0,118 kvadratkilometer och ligger 499 meter över havet. Järvsjön ligger i Gransjömyrarna Natura 2000-område.